# جرافنهورست (أونتاريو)
جرافنهورست، أونتاريو (بالإنجليزية: Gravenhurst)‏ هي مدينة كندية تقع في مقاطعة أونتاريو. تبلغ مساحة هذه المدينة 517.9924 (كم²)، ويبلغ عدد سكانها 11046 نسمة حسب إحصاء سنة 2006 م، بينما كان يسكنها 10899 نسمة في سنة 2001 م. تحتل هذه المدينة المرتبة رقم 341 بين مدن كندا حسب عدد السكان والمرتبة رقم 129 في المقاطعة. نما عدد السكان في هذه المدينة بنسبة (1.3) بين العامين المذكورين.

## أعلام
- ميكي ماغواير
- نورمان بيثون
- مارتي والش
- ستيف بارنز
- ويليام لانجفورد

## وصلات خارجية
- الأطلس الحكومي لكندا
- إحصاءات كندا مع ساعة تعداد السكان